# Cryptographis eumeusalis
Cryptographis eumeusalis là một loài bướm đêm trong họ Crambidae.